# اسلیترزویل (رود آیلند)
اسلیترزویل (به انگلیسی: Slatersville) یک منطقهٔ مسکونی در ایالات متحده آمریکا است که در North Smithfield واقع شده‌است.